# Tadeusz Iwiński

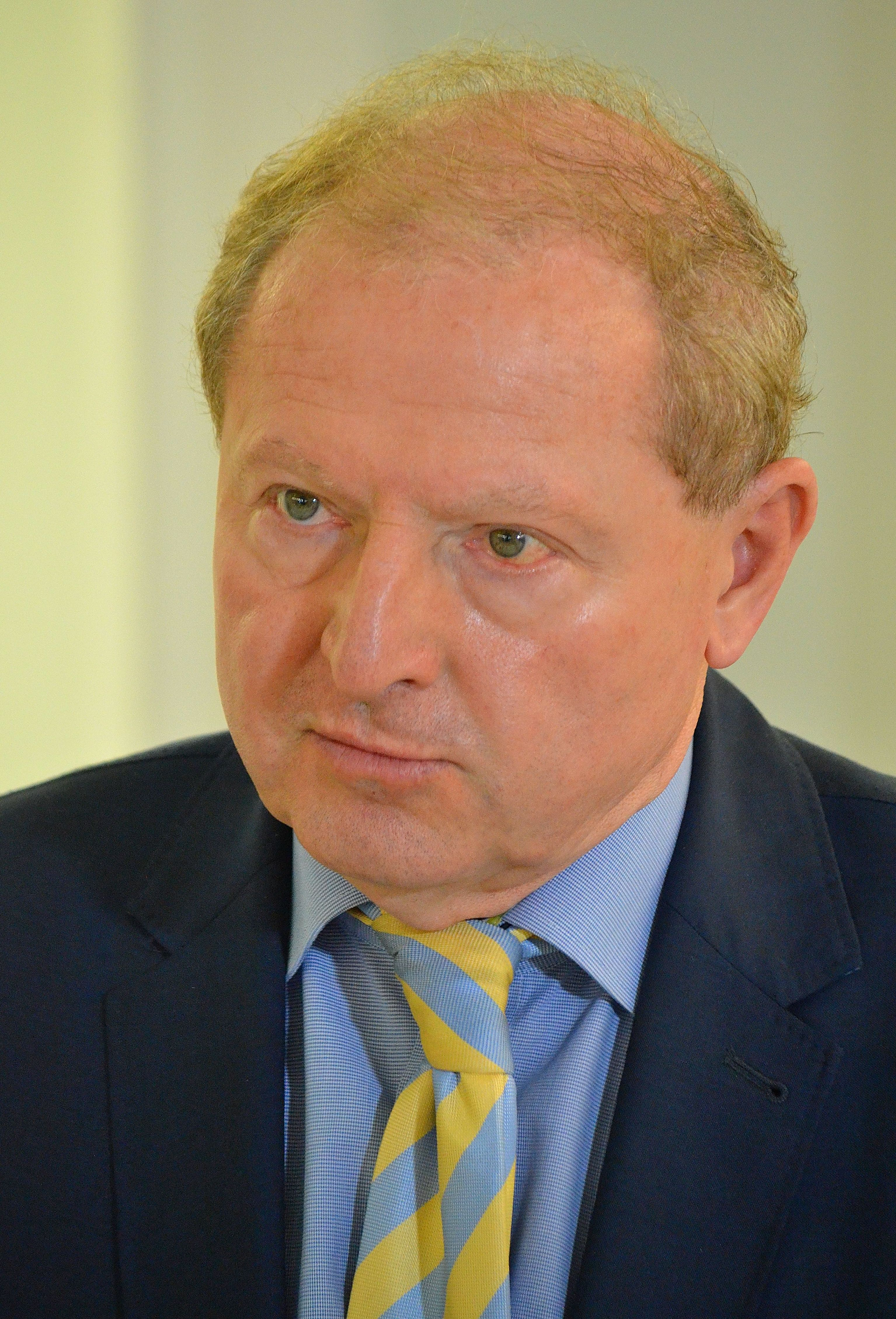
Tadeusz Iwiński im Sejm (2014)

Tadeusz Iwiński (* 28. Oktober 1944 in Piastów) ist ein polnischer Politiker (SLD). Er war von 1991 bis 2015 Abgeordneter des Sejm in der I., II., III., IV., V., VI. und VII. Wahlperiode und Hochschullehrer.

## Leben und Beruf
1968 wurde Iwiński nach Abschluss der Fakultät für Chemie an der Technischen Universität Warschau zum Ingenieurmagister der Chemie und arbeitete zunächst im Naturseidenwerk in Milanówek. 1973 promovierte er in Politikwissenschaften an der Fakultät für Journalistik und Politikwissenschaften der Universität Warschau. 1981 habilitierte er sich an der Hochschule für Gesellschaftswissenschaften beim Zentralkomitee der Polska Zjednoczona Partia Robotnicza (Polnische Vereinigte Arbeiterpartei – PZPR) in Politikwissenschaften. Er hat den Titel eines Professors der Humanwissenschaften. Er arbeitete im Institut für Politikwissenschaften der Universität Ermland-Masuren in Olsztyn. Von 1977 bis 1978 war er Fulbright-Stipendiat an der Harvard University und 1988 an der University of California, Berkeley. In den 1980er Jahren leitete er die Auslandsabteilung der Zeitschrift „Myśl Marksistowska“. Seit 1992 ist er am Institut für Politikwissenschaften der Universität Ermland-Masuren beschäftigt. Seit Beginn der 1970er Jahre veröffentlichte er diverse Publikationen vor allem zu ausländischen politischen Themen. Seine erste Veröffentlichung 1971 befasste sich mit der mosambikanischen Befreiungsbewegung FRELIMO. Bis Anfang der 2020er Jahre sind mehr als 35 Veröffentlichungen zu verzeichnen.

## Politik
Iwiński war zunächst Mitglied des sozialistischen Jugendverbandes und der polnischen Studentenvereinigung. Von 1967 bis 1990 war er Mitglied der Polnischen Vereinigte Arbeiterpartei (PZPR). Danach war er Funktionär der Socjaldemokracja Rzeczypospolitej Polskiej (SdRP) (er war einer der Gründer dieser Partei) und seit 1999 sitzt er im Landesvorstand des Sojusz Lewicy Demokratycznej (SLD).
Seit der ersten freien Wahl 1991 war er Abgeordneter des Sejm für die SLD und wurde in bei den Wahlen 1993, 1997, 2001 und 2005 für diese wiedergewählt. Seit dieser Zeit saß er in der Delegation des Sejms und Senats beim Europarat in Straßburg. In den Jahren 1994 bis 1998 und 2003 war er Stellvertretender Vorsitzender dieser Organisation. Von 2003 bis 2004 war er Beobachter beim Europäischen Parlament und von Mai bis Juli 2004 polnischer Abgeordneter zum Europäischen Parlament. Von 2001 bis 2004 war er Staatssekretär in der Ministerpräsidentenkanzlei unter Leszek Miller und Marek Belka.
Bei den Parlamentswahlen 2007 wurde er über die Liste des Wahlbündnisses Lewica i Demokraci (LiD), an dem sich der SLD beteiligt hatte, für den Wahlkreis Olsztyn mit 18.408 Stimmen zum sechsten Mal in den Sejm gewählt. Er war Stellvertretender Vorsitzender der Sejmkommissionen für EU-Angelegenheiten und Mitglied der Kommission für Auswärtige Angelegenheiten. Am 22. April 2008 wurde er Mitglied der Fraktion Lewica. Auch bei der Wahl 2011 wurde er wiedergewählt. Bei der Sejmwahl 2015 scheiterte das Linksbündnis Zjednoczona Lewica, für das er kandidierte, an der 8-Prozent-Hürde, die für  Wahlbündnisse gilt, und er schied nach 24 Jahren aus dem Parlament aus.
Bei den Europawahlen 2009 und 2014 kandidierte er ebenso erfolglos für einen Sitz im Europäischen Parlament, wie bei den Selbstverwaltungswahlen 2018, als er sich um ein Mandat im Woiwodschaftssejmik der Woiwodschaft Ermland-Masuren bewarb. Dabei erreichte er zwar jeweils die meisten Stimmen auf seiner Liste im Wahlkreis, diese gewann aber jeweils kein Mandat.

## Ehrungen
- 2002 Estnischer Orden des Marienland-Kreuzes II. Klasse[12]